# Anathallo
Anathallo foi uma banda estadunidense de indie rock originária de Mount Pleasant, que se formou em outubro de 2000 e acabou em 2009.

## Discografia

### Álbuns
| Ano  | Título                                      | Gravadora         |
| ---- | ------------------------------------------- | ----------------- |
| 2001 | Luminous Luminescence in the Atlas Position | Artist Friendship |
| 2002 | Sparrows                                    | Artist Friendship |
| 2006 | Floating World                              | Nettwerk          |
| 2008 | Canopy Glow                                 | Anticon           |

### EPs
| Ano  | Título               | Gravadora         |
| ---- | -------------------- | ----------------- |
| 2003 | A Holiday at the Sea | Artist Friendship |
| 2004 | Hymns                | Selah Records     |